# ゼメリングベーストンネル
ゼメリングベーストンネル (Semmering-Basistunnel) は、オーストリアのニーダーエスターライヒ州グロッグニッツからシュタイアーマルク州ミュルツツーシュラークの間で建設中の鉄道トンネル。ゼメリング峠の下を通る。
この区間には1854年に開通したゼメリング鉄道が通っているが、その全長が41.825キロメートル、高低差460メートルであるのに対し、このトンネルを経由する新線では全長27.3キロメートルに短縮される。新線では勾配が緩和されて制限速度が最大250 km/hまで引き上げられるため、到達時間が最大30分短縮される見込みである。このトンネルにより、ゼメリング鉄道では機関車の重連運転で牽引しなければならない重量貨物列車を単行運転で牽引できるようになり、鉄道貨物輸送の利便性が高まるとされている。ゼメリングベーストンネルとコーラルム線により、重量貨物列車が機関車1両で南線全体を通し運転ができるようになる。
建設工事は2012年4月25日に始まった。開通は2026年の見込みであったが、その後若干遅れて2027年の予定となっている。
現在、ウィーン - グラーツ間およびウィーン - クラーゲンフルト間を運行する優等列車「レイルジェット」の最速達便の所要時間は、それぞれ2時間35分、3時間55分である。コーラルム線によりグラーツ - クラーゲンフルト間の所要時間が1時間短縮されると、ウィーン - クラーゲンフルト間の所要時間は20分短縮の3時間35分になる。ゼメリングベーストンネルにより35分の所要時間短縮が見込まれているため、ウィーン - グラーツ間の所要時間は2時間、ウィーン - クラーゲンフルト間は3時間にまで短縮される。

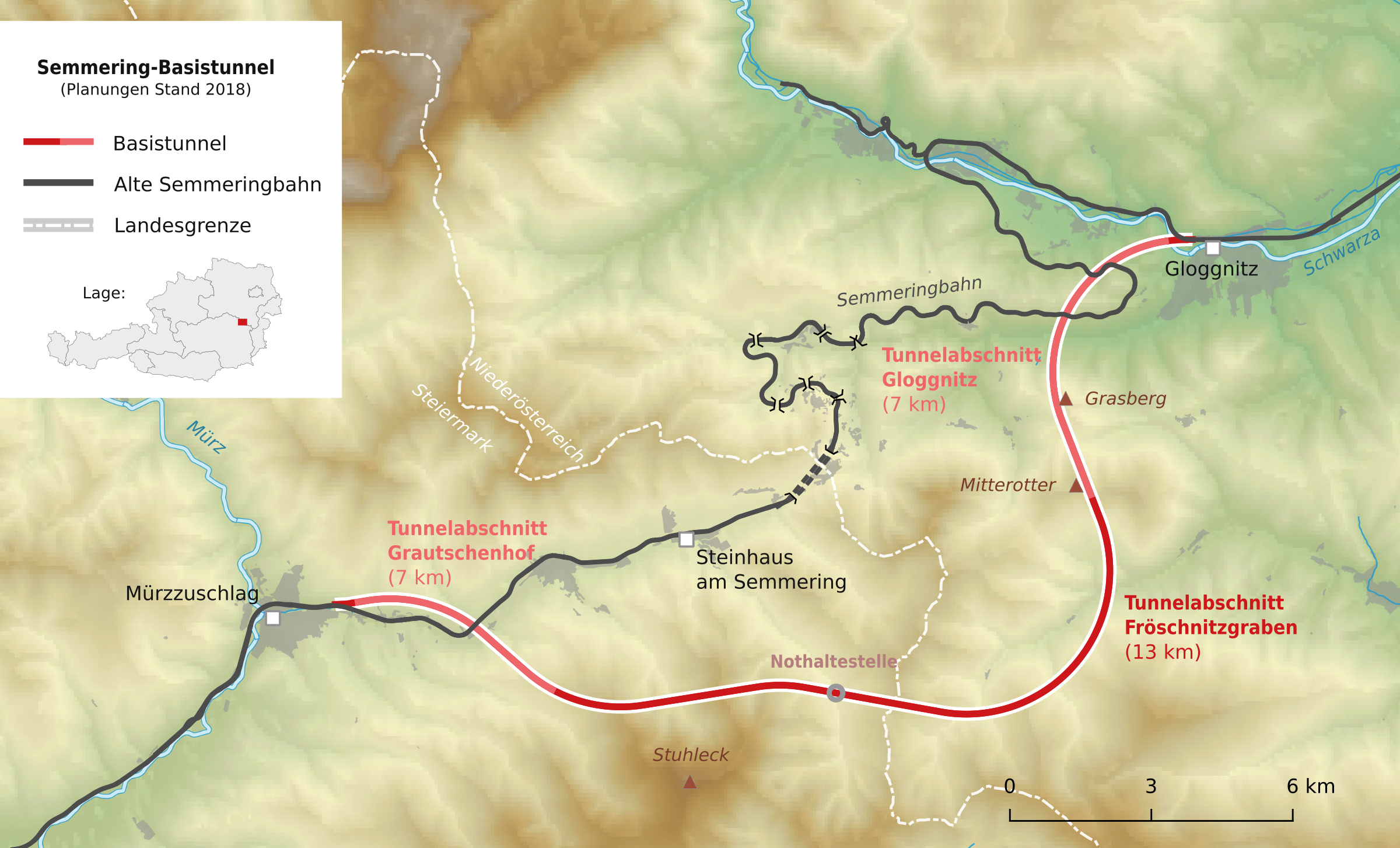
赤:ベーストンネル
黒:ゼメリング鉄道

## 歴史

### 背景
1848年から1854年にかけて建設されたゼメリング鉄道はアルプスを横断する最初の鉄道であり、世界初の真の登山鉄道ともいわれる。このルートは、その歴史的重要性によりユネスコの世界遺産に登録されている。21世紀に入る頃には、年間で合計70,000本の貨物列車・旅客列車がゼメリング峠を通過し、そのルートはオーストリアで最も混雑するルートの1つであった。
強まる一方であった輸送圧力を緩和するため、より直線的にアルプスを越えるルートの開発への関心が高まった。これはすぐにかなり低い標高に基底トンネルを掘り抜く、というコンセプトに集約された。2006年には2年間の予定で経路選定が行われることになり、2008年4月に最南端のルートが最適であるという判断が下された。2009年後半に、グロッグニッツとミュルツツーシュラーク＝ランゲンヴァンクを通るルートが最終決定された。
計画では、直径10メートルのトンネルを2本、最大70メートルの間隔で並行して掘り抜くこととされた。安全上の理由から、2本のトンネルは最大500メートル間隔で避難用の歩行者通路により接続される。トンネル区間の設計最高速度は250 kn/hとされ、ゼメリング鉄道よりも大幅に高速化されてウィーン - グラーツ間の所要時間が短縮されることになった。
ベーストンネルは、勾配が8.5パーミルとなるように設計されている。これは、このトンネルを通過する重量貨物列車を機関車1両で牽引できるようにするためである。建設計画には、グロッグニッツとミュルツツーシュラークの駅を提案ルートに統合するなど、既存インフラの改築・移転も含まれている。鉄道インフラ以外の工事としては、オーストリア州道B27号線の付け替えと、その際に近くを流れるシュヴァルツァ川の洪水被害を受けないようにするための洪水調節が行われる。

### 請負業者
ゼメリングベーストンネルの建設に関する主契約は、3つの工区に分かれている。2014年には中央部分の13キロメートル分について、インプレーニアおよびスヴィーテルスキーのコンソーシアムとの間で総額 約6億2300万ユーロ（8億2700万ドル）の建設工事契約が結ばれた。ストラバッグが掘削、アンバーグ・エンジニアリングが開削区間の契約を勝ち取った。これに先立ち、2010年にはBGGコンサルトとの間で入札段階および建設段階における地盤工学的・水文地質学的コンサルティング契約が結ばれた。
オーストリア連邦鉄道は、作業計画の立案についてヴェルナー・コンサルトとヴィトリザル・コンソーシアムが結成したコンソーシアムと契約した。これとは別に、通常時および緊急時の換気システムなどの空気力学的・空気調和工学的検討を含むトンネルの設計作業がグルーナー社に委託された。フレーシュニッツグラーベンとグラウツェンホーフの中間工区における土質力学的・地盤工学的コンサルタントは INSITU Geotechnics が受託した。

## 建設
2012年にゼメリングベーストンネルの基礎工事が始まった。トンネル中央部の建設工事は2016年1月7日に着工した。トンネル本体のうち8.6キロメートルはトンネルボーリングマシン、残り4.3キロメートルは発破工法で構築される。2本トンネルの間には、非常駅やトンネルを結ぶ26本の連絡通路が設けられる。また、深さ400メートルの換気立坑が2本設けられる。2016年6月7日までに、ゼメリングベーストンネルの第3工区まで作業が開始された。この時点で建設は最大能力での作業となり、それまでにかかった費用は33億ユーロであった。
建設工事を容易にするために、ゲストリッツ、フレーシュニッツグラーベン、グラウツェンホーフの近くに3つの中間工区が設けられた。ゲストリッツでは、在来工法でのトンネル掘削を容易にするために延長1,000メートルの導坑と、深さ250メートルの立坑が数本構築された。フレーシュニッツグラーベンには、トンネルボーリングマシンを投入するため、直径22メートル・深さ400メートルの立坑2本が構築された。ここで組み立てたトンネルボーリングマシンにより、グロッグニッツまで掘進する。
トンネル本体以外の主要な工事として、グロッグニッツとミュルツツーシュラークでは坑口、トラッテンバッハおよびゾンメラウでは換気塔が構築される。また、トンネルを通過する列車に電力を供給するため、グログニッツとランゲンヴァンクには変電所が設けられる。そのほかの付帯工事として、鉄道橋2本と道路橋1本の架橋と、オーストリア州道B27号線のアンダーパス建設が行われる。